# Список пенитенциарных учреждений Алабамы
Список пенитенциарных учреждений Алабамы составлен по материалам исправительного департамента штата, Федерального бюро тюрем, Бюро юридической статистики США и частных операторов тюрем.
По состоянию на конец 2020 года в пенитенциарных учреждениях штата содержалось 25 328 заключённых (в 2019 году — 28 304). В 2021 фискальном году 35,1 % заключённых были осуждены за преступления, связанные с наркотиками, 28,4 % — за преступления против собственности, 5,6 % — за преступления против личности и другие преступления. Исправительный департамент Алабамы управляет 29 учреждениями, в том числе 5 тюрьмами максимального уровня безопасности, 11 тюрьмами среднего уровня безопасности и 13 лагерями минимального уровня безопасности, трудовыми лагерями и центрами общественных работ. Кроме того, в штате расположены две федеральные тюрьмы и две частные тюрьмы.
| Название учреждения                                                                                  | Тип и режим учреждения                              | Месторасположение                               | Примечания |
| Исправительное учреждение Холмана (англ. Holman Correctional Facility)                               | Тюрьма штата максимального уровня безопасности      | Атмор 31°08′04″ с. ш. 87°26′59″ з. д.           | Тюрьма открылась в 1969 году, вместимость — до 1 тыс. заключённых, в том числе 200 одиночных камер и 168 камер «смертников» (в учреждении приводятся в исполнение все смертные приговоры штата), имеется металлообрабатывающее производство. |
| Исправительное учреждение Килби (англ. Kilby Correctional Facility)                                  | Тюрьма штата максимального уровня безопасности      | Маунт-Майгс 32°23′18″ с. ш. 86°06′02″ з. д.     | Тюрьма открылась в 1969 году, вместимость — более 1,2 тыс. заключённых, имеются центр приёма и классификации, откуда осуждённые распределяются по другим учреждениям штата, тюремная больница, полиграфическое производство, фруктовый сад, центр подготовки сотрудников тюрем и кинологический центр.                                             |
| Исправительное учреждение Сент-Клэр (англ. St. Clair Correctional Facility)                          | Тюрьма штата максимального уровня безопасности      | Спрингвилл 33°44′43″ с. ш. 86°23′05″ з. д.      | Тюрьма открылась в 1983 году, вместимость — более 1,3 тыс. заключённых, имеются сектор для пожизненно осуждённых без права на досрочное освобождение (более 350 человек), тюремная больница, авторемонтное и химическое производство, классы профессионально-технического образования.                                                             |
| Исправительное учреждение Дональдсона (англ. Donaldson Correctional Facility)                        | Тюрьма штата максимального уровня безопасности      | Бессемер 33°30′52″ с. ш. 87°11′04″ з. д.        | Тюрьма открылась в 1982 году, вместимость — до 1,5 тыс. заключённых (учреждение специализируется на рецидивистах, заключённых с большими сроками, пожизненным заключением без права на досрочное освобождение и совершивших особо жестокие преступления, имеются самый большой в штате блок полной изоляции на 300 человек и камеры «смертников»). |
| Женская тюрьма Татуайлер (англ. Tutwiler Prison for Women)                                           | Тюрьма штата максимального уровня безопасности      | Уэтампка 32°33′50″ с. ш. 86°11′37″ з. д.        | Тюрьма открылась в 1942 году, вместимость — до 1 тыс. заключённых, имеются камеры «смертников», блок полной изоляции, центр приёма заключённых, тюремная больница, секторы для беременных, пожилых и ослабленных заключённых, часовня и швейное производство.                                                                                      |
| Исправительное учреждение Бибб (англ. Bibb Correctional Facility)                                    | Тюрьма штата                                        | Брент 32°55′15″ с. ш. 87°09′46″ з. д.           | Тюрьма округа Бибб открылась в 1997 году, вместимость — до 1,9 тыс. заключённых, имеются секторы среднего и минимального уровня безопасности. |
| Исправительное учреждение Буллока (англ. Bullock Correctional Facility)                              | Тюрьма штата среднего уровня безопасности           | Юнион-Спрингс 32°08′56″ с. ш. 85°40′21″ з. д.   | Тюрьма открылась в 1987 году, вместимость — более 1,1 тыс. заключённых, имеется сектор для психически больных осуждённых. |
| Исправительное учреждение Драпера (англ. Draper Correctional Facility)                               | Тюрьма штата                                        | Элмор 32°34′35″ с. ш. 86°20′09″ з. д.           | Тюрьма открылась в 1939 году, вместимость — более 1,1 тыс. заключённых, которые размещены в семи корпусах и блоке полной изоляции. Имеется большое подсобное хозяйство и мебельное производство. |
| Исправительное учреждение Истерлинга (англ. Easterling Correctional Facility)                        | Тюрьма штата среднего уровня безопасности           | Клио 31°41′22″ с. ш. 85°35′07″ з. д.            | Тюрьма открылась в 1990 году, вместимость — более 1,2 тыс. заключённых, специализируется на лечении наркоманов. В учреждении имеются классы профессионально-технического образования. |
| Исправительное учреждение Элмора (англ. Elmore Correctional Facility)                                | Тюрьма штата                                        | Элмор 32°34′27″ с. ш. 86°19′15″ з. д.           | Тюрьма открылась в 1981 году, вместимость — более 1 тыс. заключённых, имеются сектор минимального уровня безопасности, сектор лечения наркоманов и часовня. |
| Исправительное учреждение Фонтейн / Джей-Оу Девиса (англ. Fountain / JO Davis Correctional Facility) | Тюрьма штата среднего уровня безопасности           | Атмор 31°09′25″ с. ш. 87°27′56″ з. д.           | Тюрьма открылась в 1955 году, вместимость — более 1,1 тыс. заключённых, имеются большое подсобное хозяйство и классы профессионально-технического образования. |
| Исправительное учреждение Лаймстоуна (англ. Limestone Correctional Facility)                         | Тюрьма штата                                        | Харвест 34°48′43″ с. ш. 86°48′17″ з. д.         | Тюрьма открылась в 1984 году, вместимость — до 2,4 тыс. заключённых. |
| Исправительное учреждение Стейтона (англ. Staton Correctional Facility)                              | Тюрьма штата среднего уровня безопасности           | Элмор 32°34′38″ с. ш. 86°20′15″ з. д.           | Тюрьма открылась в 1978 году, вместимость — более 1 тыс. заключённых, имеются тюремная больница (обслуживает и соседние учреждения), классы профессионально-технического образования, часовня. |
| Исправительное учреждение Вентресса (англ. Ventress Correctional Facility)                           | Тюрьма штата среднего уровня безопасности           | Клейтон 31°53′21″ с. ш. 85°29′35″ з. д.         | Тюрьма открылась в 1990 году, вместимость — более 1,2 тыс. заключённых, специализируется на лечении алкоголиков и наркоманов, имеются классы профессионально-технического образования. |
| Женское учреждение Монтгомери (англ. Montgomery Women's Facility)                                    | Тюрьма штата                                        | Маунт-Майгс 32°23′21″ с. ш. 86°05′57″ з. д.     | Тюрьма открылась в 1976 году, вместимость — до 0,3 тыс. заключённых. |
| Рабочий центр Ред-Игл (англ. Red Eagle Work Center)                                                  | Тюрьма штата минимального уровня безопасности       | Монтгомери 32°27′56″ с. ш. 86°14′14″ з. д.      | Тюрьма открылась в 1972 году, вместимость — до 0,3 тыс. заключённых. |
| ЦПОЗ Гамильтона (англ. Hamilton Aged & Infirmed Center)                                              | Тюрьма штата                                        | Гамильтон 34°07′29″ с. ш. 87°59′31″ з. д.       | Тюрьма открылась в 1981 году, вместимость — 0,3 тыс. заключённых, имеются секторы среднего и минимального уровня безопасности. |
| Скотоводческое ранчо Фаркуара (англ. Farquhar Cattle Ranch)                                          | Тюрьма штата                                        | Гринсборо 32°37′42″ с. ш. 87°41′10″ з. д.       | Тюрьма открылась в 1941 году, вместимость — более 0,1 тыс. заключённых, имеются большое подсобное хозяйство и сектор лечения наркоманов и алкоголиков. |
| ЦВР / ЦОР Алекс-Сити (англ. Alex City WR / CWC)                                                      | Центр выездных работ штата                          | Александер-Сити 33°00′05″ с. ш. 85°54′20″ з. д. | Центр открылся в 1974 году, вместимость — 0,3 тыс. человек. |
| Центр общественных работ Атмора (англ. Atmore Community Work Center)                                 | Центр общественных работ штата                      | Атмор 31°09′25″ с. ш. 87°27′51″ з. д.           | Центр открылся в 1972 году, вместимость — до 0,25 тыс. человек, имеется часовня. |
| ЦВР / ЦОР Бирмингема (англ. Birmingham WR / CWC)                                                     | Центр выездных работ штата                          | Бирмингем 33°31′52″ с. ш. 86°48′29″ з. д.       | Центр открылся в 1973 году, вместимость — 0,3 тыс. человек. |
| ЦВР / ЦОР Камдена (англ. Camden WR / CWC)                                                            | Центр выездных работ штата                          | Камден 31°59′41″ с. ш. 87°19′52″ з. д.          | Центр открылся в 1976 году, вместимость — 0,15 тыс. человек. |
| ЦВР / ЦОР Чилдерсберга (англ. Childersburg WR / CWC)                                                 | Центр выездных работ штата                          | Чилдерсберг 33°21′29″ с. ш. 86°20′03″ з. д.     | Центр открылся в 1990 году, вместимость — до 0,55 тыс. человек, имеются центр общественных работ на 250 мест, учебный лагерь на 150 мест и центр выездных работ на 135 мест. |
| ЦВР / ЦОР Декейтера (англ. Decatur WR / CWC)                                                         | Центр выездных работ штата                          | Декейтер 34°37′11″ с. ш. 87°00′30″ з. д.        | Центр открылся в 1981 году, вместимость — 0,4 тыс. человек. |
| ЦВР / ЦОР Эльбы (англ. Elba WR / CWC)                                                                | Центр выездных работ штата                          | Эльба 31°24′46″ с. ш. 86°05′02″ з. д.           | Центр открылся в 1976 году, вместимость — 0,25 тыс. человек. |
| ЦВР / ЦОР Гамильтона (англ. Hamilton WR / CWC)                                                       | Центр выездных работ штата                          | Гамильтон 34°08′38″ с. ш. 87°57′35″ з. д.       | Центр открылся в 1976 году, вместимость — до 0,25 тыс. человек. |
| ЦВР / ЦОР Локсли (англ. Loxley WR / CWC)                                                             | Центр выездных работ штата                          | Локсли 30°36′56″ с. ш. 87°46′11″ з. д.          | Центр открылся в 1990 году, вместимость — до 0,45 тыс. человек, имеются центр общественных работ на 75 мест и центр выездных работ на 370 мест. |
| ЦВР / ЦОР Мобила (англ. Mobile WR / CWC)                                                             | Центр выездных работ штата                          | Причард 30°44′07″ с. ш. 88°06′50″ з. д.         | Центр открылся в 1978 году, вместимость — до 0,25 тыс. человек (кроме работ специализируется на лечении алкоголиков и наркоманов). |
| Центр несовершеннолетних Фрэнка Ли (англ. Frank Lee Youth Center)                                    | Центр общественных работ штата                      | Дитсвилл 32°34′53″ с. ш. 86°23′24″ з. д.        | Центр открылся в 1964 году, вместимость — 0,3 тыс. человек (большинство подростков, кроме труда, также обучаются в соседнем профтехучилище). |
| Алабамское лечебно-образовательное учреждение (англ. Alabama Therapeutic Education Facility)         | Частная тюрьма                                      | Коламбиана 33°10′50″ с. ш. 86°37′26″ з. д.      | Тюрьма открылась в 2008 году (управляется компанией Community Education Centers, Inc.), вместимость — более 0,7 тыс. заключённых (мужчин и женщин). |
| Исправительный центр округа Перри (англ. Perry County Correctional Center)                           | Частная тюрьма                                      | Юнионтаун 32°27′02″ с. ш. 87°26′27″ з. д.       | Тюрьма открылась в 2006 году (управляется компанией LCS Corrections Services), вместимость — до 0,75 тыс. заключённых (мужчин и женщин, размещённых в секторах максимального, среднего и минимального уровня безопасности). |
| Федеральное исправительное учреждение Талладиги (англ. FCI Talladega)                                | Федеральная тюрьма среднего уровня безопасности     | Талладига 33°25′28″ с. ш. 86°08′27″ з. д.       | Рядом с тюрьмой имеется лагерь минимального уровня безопасности. |
| Федеральный тюремный лагерь Монтгомери (англ. FPC Montgomery)                                        | Федеральная тюрьма минимального уровня безопасности | Монтгомери 41°09′42″ с. ш. 76°55′23″ з. д.      | Тюрьма расположена на территории военно-воздушной базы Максвелл. |

|              |                |                    |                      |                  |
| Тюрьма Килби | Тюрьма Ред-Игл | Тюрьма Дональдсона | Тюрьма в Маунт-Майгс | Тюрьма Татуайлер |